# Résolution 71 du Conseil de sécurité des Nations unies
Membres permanents
- Chine
- États-Unis
- France
- Royaume-Uni
- URSS

Membres non permanents
- Argentine
- Canada
- Cuba
- Égypte
- Norvège
- RSS d'Ukraine

Résolution no 70 Résolution no 72
La résolution 71 du Conseil de sécurité des Nations unies  est une résolution du Conseil de sécurité des Nations unies adoptée le 27 juin 1949.
Cette résolution, la cinquième de l'année 1949, relative à la Cour internationale de justice décide de renvoyer au comité d'experts la demande de la principauté de Liechtenstein à devenir partie au statut de la Cour internationale de justice.
La résolution a été adoptée par 9 voix pour.
La république socialiste soviétique d'Ukraine et l'Union des républiques socialistes soviétiques se sont abstenues.

## Texte
- Résolution 71 sur fr.wikisource.org
- Résolution 71 sur en.wikisource.org